# Gino Mäder
Gino Mäder (4. ledna 1997 Aigle – 16. června 2023 Chur) byl švýcarský profesionální silniční cyklista, jenž naposledy jezdil za UCI WorldTeam Team Bahrain Victorious.

## Kariéra

### Hlavní výsledky
2014
Mistrovství Evropy
4. místo silniční závod juniorů
Grand Prix Rüebliland
9. místo celkově
Tour du Pays de Vaud
9. místo celkově
2015
Národní šampionát
 vítěz juniorské časovky
Tour du Pays de Vaud
2. místo celkově
vítěz prologu a 1. etapy
Grand Prix Rüebliland
2. místo celkově
Mistrovství světa
5. místo časovka juniorů
2017
3. místo Piccolo Giro di Lombardia
6. místo Eschborn–Frankfurt U23
2018
Tour Alsace
 vítěz soutěže mladých jezdců
vítěz 4. etapy
Ronde de l'Isard
vítěz 4. etapy
Národní šampionát
2. místo časovka do 23 let
Kolem Hainanu
2. místo celkově
vítěz 6. etapy
Tour de l'Avenir
3. místo celkově
vítěz etap 8 a 10
Mistrovství světa
4. místo silniční závod do 23 let
4. místo G.P. Palio del Recioto
2021
Giro d'Italia
vítěz 6. etapy
lídr  po etapách 6 – 8
Tour de Suisse
vítěz 8. etapy
Národní šampionát
5. místo časovka
Paříž–Nice
10. místo celkově
Vuelta a España
5. místo celkově
 vítěz soutěže mladých jezdců
2022
Tour de Romandie
2. místo celkově
2023
Paříž–Nice
5. místo celkově

### Výsledky na etapových závodech
| Výsledky na Grand Tours        |      |      |      |      |      |
| Grand Tour                     | 2019 | 2020 | 2021 | 2022 | 2023 |
| Giro d'Italia                  | —    | —    | DNF  | —    | —    |
| Tour de France                 | —    | —    | —    | —    | —    |
| Vuelta a España                | —    | 20   | 5    | 20   | —    |
| Výsledky na etapových závodech |      |      |      |      |      |
| Závod                          | 2019 | 2020 | 2021 | 2022 | 2023 |
| Paříž–Nice                     | —    | —    | 10   | DNF  | 5    |
| Tirreno–Adriatico              | —    | —    | —    | —    | —    |
| Volta a Catalunya              | DNF  | NS   | —    | —    | 46   |
| Kolem Baskicka                 | —    | NS   | 21   | 40   | —    |
| Tour de Romandie               | DNF  | NS   | —    | 2    | 15   |
| Critérium du Dauphiné          | —    | —    | —    | —    | —    |
| Tour de Suisse                 | 31   | NS   | 27   | DNF  |      |

| —   | Nezúčastnil se |
| DNF | Nedokončil     |

## Smrt
Během 5. etapy Tour de Suisse dne 15. června 2023 Mäder spadl v zatáčce při sjezdu z nejvyššího bodu etapy v průsmyku Albula směrem k La Punt. Americký cyklista Magnus Sheffield spadl o několik minut dříve na téměř stejném místě. Bylo zjištěno, že Mäder je v bezvědomí a ponořený ve vodě. Po resuscitaci byl vrtulníkem Rega transportován do nemocnice v Churu. Zemřel na následky zranění o den později, ve věku 26 let.
6. etapa Tour de Suisse byla zrušena, ale 20 km dlouhá cesta k plánovanému cíli etapy se konala mezi Türlersee a Oberwil-Lieli.
Bahrain Victorious spolu s týmy Intermarché–Circus–Wanty a Tudor Pro Cycling odstoupily z Tour v další fázi soutěžního závodu (7. etapa do Weinfeldenu), stejně jako asi 30 dalších jezdců. Remco Evenepoel, vítěz 7. etapy, věnoval své vítězství Mäderovi.